# Jambudesa
Jambudesa is een bestuurslaag in het regentschap Purbalingga van de provincie Midden-Java, Indonesië. Jambudesa telt 2540 inwoners (volkstelling 2010).